# 順天府府尹列表
此表列舉了中國明、清兩代順天府（今分屬北京市、天津市和河北省）歷任府尹。
府尹職位為明永樂元年（1403年）設。此前為知府。

## 明朝
| 姓名   | 籍貫         | 出身                             | 上任年月                             | 卸任年月                               | 備註                             |
| ------ | ------------ | -------------------------------- | ------------------------------------ | -------------------------------------- | -------------------------------- |
| 張貫   | 直隸靈璧縣   | 監生                             | 永樂十年三月卅（1408年）             | 永樂十二年十一月廿年（1414年）卒       | 順天知府改府尹                   |
| 甄儀   | 陝西麟游縣   | 洪武二十六年（1393年）癸酉科舉人 | 永樂十三年（1415年）                 | 永樂十三年（1415年）                   | 由府丞遷                         |
| 郭士道 | 江西萬安縣   | 洪武三十年（1397年）丁丑科進士   | 永樂十三年（1415年）                 | 永樂十六年（1418年）卒                 |                                  |
| 陳諤   | 廣東番禺縣   | 永樂六年（1408年）戊子科舉人     | 永樂十六年四月廿七（1418年）         | 永樂十七年十月十七（1419年）           |                                  |
| 顧佐   | 河南太康縣   | 建文二年（1400年）庚辰科進士     | 永樂十八年十一月初五（1420年）       | 永樂十九年（1421年）                   |                                  |
| 甄儀   | 陝西麟游縣   | 洪武二十六年（1393年）癸酉科舉人 | 永樂十九年（1421年）                 | 洪熙元年四月初一（1425年）             |                                  |
| 王驥   | 直隸束鹿縣   | 永樂四年（1406年）丙戌科進士     | 洪熙元年五月初七（1425年）           | 宣德二年五月初七（1427年）             |                                  |
| 曹曾   |              |                                  | 宣德二年八月廿五（1427年）           | 宣德三年二月廿二（1428年）             | [ 7 ]                            |
| 郭良   |              |                                  | 宣德三年二月廿五（1428年）           | 宣德十年七月廿八（1435年）降           | [ 7 ]                            |
| 李庸   | 直隸完縣     |                                  | 宣德四年四月廿三（1429年）           | 宣德十年七月廿九（1435年）             | 由府丞遷                         |
| 姜濤   | 山西沂州     | 永樂十二年（1414年）甲午科舉人   | 正統元年七月十四（1436年）           | 正統九年十月廿二（1444年）             | 正統三年三月下獄，不久釋放復職。 |
| 王賢   | 山東寧陽縣   | 永樂九年（1411年）辛卯科舉人     | 正統九年十月廿二（1444年）           | 天順元年二月初八（1462年）致仕         |                                  |
| 王福   | 山西清源縣   | 正統十年（1445年）乙丑科進士     | 天順元年二月廿（1462年）             | 天順八年正月廿九（1469年）降           | 由府丞遷。                       |
| 張諫   | 直隸句容縣   | 正統四年（1439年）己未科進士     | 天順八年三月初四（1464年）           | 成化二年十月廿七（1466年）降           |                                  |
| 閻鐸   | 陝西興平縣   | 景泰二年（1451年）辛未科進士     | 成化二年十月廿七（1466年）           | 成化六年十二月廿（1471年初）降         |                                  |
| 李裕   | 江西豐城縣   | 景泰五年（1454年）甲戌科進士     | 成化六年十二月廿三（1471年初）       | 成化九年六月廿四（1473年）             |                                  |
| 邢簡   | 陝西咸陽縣   | 景泰五年（1454年）甲戌科進士     | 成化九年七月初二（1473年）           | 成化十三年四月十四（1477年）           |                                  |
| 胡睿   | 直隸長垣縣   | 天順元年（1457年）丁丑科進士     | 成化十三年四月廿（1477年）           | 成化十五年十二月廿六（1480年初）       | [ 7 ]                            |
| 談倫   | 直隸上海縣   | 天順元年（1457年）丁丑科進士     | 成化十六年正月初八（1480年）         | 成化十六年（1480年）丁憂歸             | [ 7 ]                            |
| 杜謙   | 直隸昌黎縣   | 景泰五年（1454年）甲戌科進士     | 成化十六年五月十一（1480年）         | 成化十八年十二月初九（1483年初）       | [ 7 ]                            |
| 談倫   | 直隸上海縣   | 天順元年（1457年）丁丑科進士     | 成化十八年十二月十四（1483年初）復任 | 成化二十年三月廿（1484年）             | [ 7 ]                            |
| 劉潺   | 河南安陽縣   | 天順元年（1457年）丁丑科進士     | 成化二十年四月初八（1484年）         | 成化二十年八月十一（1484年）           | [ 7 ]                            |
| 吳玘   | 直隸華亭縣   | 景泰五年（1454年）甲戌科進士     | 成化二十一年八月十七（1485年）       | 弘治元年閏正月廿（1488年）致仕         | [ 7 ]                            |
| 張海   | 山東德州     | 成化二年（1466年）丙戌科進士     | 弘治元年二月十一（1488年）           | 弘治二年十一月十四（1489年）           | [ 7 ]                            |
| 唐珣   | 直隸華亭縣   | 天順元年（1457年）丁丑科進士     | 弘治二年十一月廿八（1489年）         | 弘治四年十一月廿五（1491年）           | [ 7 ]                            |
| 黃傑   | 河南洧川縣   | 成化二年（1466年）丙戌科進士     | 弘治四年十二月十四（1492年初）       | 弘治七年十二月廿五（1494年）           | 遷自府丞                         |
| 張玉   | 直隸吳橋縣   | 成化二年（1466年）丙戌科進士     | 弘治八年正月初七（1495年）           | 弘治十年八月初二（1497年）             |                                  |
| 張憲   | 江西德興縣   | 成化八年（1472年）壬辰科進士     | 弘治十年八月初九（1497年）           | 弘治十四年六月初一（1501年）           |                                  |
| 韓重   | 山西絳縣     | 成化十四年（1478年）戊戌科進士   | 弘治十四年六月初四（1501年）         | 弘治十四年十二月廿八（1502年初）       | [ 14 ]                           |
| 藺琦   | 山東德平縣   | 成化十七年（1481年）辛丑科進士   | 弘治十五年正月初九（1502年）         | 弘治十八年十一月十一（1505年）致仕     | 遷自府丞                         |
| 林泮   | 福建閩縣     | 成化八年（1472年）壬辰科進士     | 弘治十八年十一月十六（1505年）       | 正德二年閏正月初八（1507年）           |                                  |
| 沈銳   | 浙江仁和縣   | 成化五年（1469年）己丑科進士     | 正德二年閏正月十二（1507年）         | 正德二年閏正月十六（1507年）           |                                  |
| 呂獻   | 浙江新昌縣   | 成化八年（1472年）壬辰科進士     | 正德二年閏正月十六（1507年）         | 正德二年（1507年）丁憂歸               | 遷自府丞                         |
| 俞俊   | 浙江麗水縣   | 成化八年（1472年）壬辰科進士     | 正德二年三月廿六（1507年）           | 正德二年五月廿七（1507年）             |                                  |
| 李瀚   | 山西沁水縣   | 成化十七年（1481年）辛丑科進士   | 正德二年五月卅（1507年）             | 正德二年九月十四（1507年）             |                                  |
| 胡富   | 直隸績溪縣   | 成化十四年（1478年）戊戌科進士   | 正德二年九月十八（1507年）           | 正德三年六月初八（1508年）             |                                  |
| 胡汝礪 | 應天府溧陽縣 | 成化二十三年（1487年）丁未科進士 | 正德三年六月十三（1508年）           | 正德三年十一月初十（1508年）           | 遷自府丞                         |
| 陳良器 | 浙江仁和縣   | 成化十七年（1481年）辛丑科進士   | 正德五年前                           |                                        | [ 17 ] [ 18 ]                    |
| 李浩   | 山西曲沃縣   | 成化二十年（1484年）甲辰科進士   | 正德四年三月廿八（1509年）           | 正德五年二月十七（1510年）             |                                  |
| 王鼎   | 福建侯官縣   | 成化十七年（1481年）辛丑科進士   | 正德五年二月廿一（1510年）           | 正德五年九月十六（1510年）             |                                  |
| 張遇   | 河南項城縣   | 成化二十年（1484年）甲辰科進士   | 正德五年九月廿一（1510年）           | 正德六年二月廿二（1511年）             | [ 7 ]                            |
| 歐陽旦 | 江西安福縣   | 成化十七年（1481年）辛丑科進士   | 正德六年二月廿四（1511年）           | 正德七年十一月廿六（1512年）           | 詳傳                             |
| 楊廉   | 江西豐城縣   | 成化二十三年（1487年）丁未科進士 | 正德七年十一月卅（1512年）           | 正德十年三月十七（1515年）             | 詳傳                             |
| 李充嗣 | 四川內江縣   | 成化二十三年（1487年）丁未科進士 | 正德十年三月廿一（1515年）           | 正德十年十月初四（1515年）             |                                  |
| 胡韶   | 江西鄱陽縣   | 成化二十年（1484年）甲辰科進士   | 正德十年十月初七（1515年）           | 正德十三年九月十六（1518年）           |                                  |
| 童瑞   | 四川犍為縣   | 弘治三年（1490年）庚戌科進士     | 正德十三年十一月廿七（1518年）       | 正德十六年七月初五（1521年）           |                                  |
| 徐蕃   | 直隸泰州     | 弘治六年（1493年）癸丑科進士     | 正德十六年七月十一（1521年）         | 嘉靖元年二月初六（1522年）             |                                  |
| 丁鳳   | 直隸蠡縣     | 成化二十三年（1487年）丁未科進士 | 正德？年                             |                                        |                                  |
| 張璉   | 陝西耀州     | 弘治十五年（1502年）壬戌科進士   | 嘉靖二年三月十一（1523年）           | 嘉靖二年六月廿六（1523年）             |                                  |
| 萬鏜   | 江西進賢縣   | 弘治十八年（1505年）乙丑科進士   | 嘉靖元年二月初八（1522年）           | 嘉靖元年正月廿五（1522年）             |                                  |
| 王軏   | 萬全開平衛   | 弘治十二年（1499年）己未科進士   | 嘉靖二年七月初三（1523年）           | 嘉靖三年六月（1524年）                 |                                  |
| 聞淵   | 浙江鄞縣     | 弘治十八年（1505年）乙丑科進士   | 嘉靖三年六月（1524年）               | 嘉靖五年六月初六（1526年）             |                                  |
| 萬鏜   | 江西進賢縣   | 弘治十八年（1505年）乙丑科進士   | 嘉靖五年六月十一（1526年）復         | 嘉靖六年十月十五（1527年）             |                                  |
| 陳祥   | 江西高安縣   | 弘治十五年（1502年）壬戌科進士   | 嘉靖六年十月廿七（1527年）           | 嘉靖七年正月廿六（1528年）             |                                  |
| 黎奭   | 湖廣京山縣   | 正德六年（1511年）辛未科進士     | 嘉靖七年二月初六（1528年）           | 嘉靖九年十二月十六（1531年初）         |                                  |
| 王浚   | 浙江建德縣   | 正德三年（1508年）戊辰科進士     | 嘉靖十年正月初十（1531年）           | 嘉靖十二年四月初一（1533年）降         |                                  |
| 胡鐸   | 浙江餘姚縣   | 弘治十八年（1505年）乙丑科進士   | 嘉靖十二年四月十六（1533年）         | 嘉靖十三年九月初一（1534年）           |                                  |
| 劉淑相 | 湖廣麻城縣   | 正德九年（1514年）甲戌科進士     | 嘉靖十三年九月（1534年）             | 嘉靖十五年七月初九（1536年）削籍       |                                  |
| 曹蘭   | 陝西咸寧縣   | 正德六年（1511年）辛未科進士     | 嘉靖十五年十月初四（1536年）         | 嘉靖十七年七月初三（1538年）           |                                  |
| 邵錫   | 直隸安州     | 正德三年（1508年）戊辰科進士     | 嘉靖十七年七月十一（1538年）         | 嘉靖十八年四月十七（1539年）降         |                                  |
| 王道中 | 直隸撫寧縣   | 正德九年（1514年）甲戌科進士     | 嘉靖十八年八月初三（1539年）         | 嘉靖十八年九月十一（1539年）閒住       | [ 7 ]                            |
| 蔣淦   | 廣西全州     | 正德六年（1511年）辛未科進士     | 嘉靖十八年十月初五（1539年）         | 嘉靖十九年九月廿七（1540年）           |                                  |
| 劉勲   | 福建莆田縣   | 正德九年（1514年）甲戌科進士     | 嘉靖十九年十月十一（1540年）         | 嘉靖十九年十二月三（1541年初）         | [ 7 ]                            |
| 劉臬   | 湖廣安陸州   | 正德十六年（1521年）辛巳科進士   | 嘉靖十九年十二月十三（1541年初）     | 嘉靖二十年十一月十四（1541年）         |                                  |
| 楊銓   | 江西豐城縣   | 正德九年（1514年）甲戌科進士     | 嘉靖二十年十二月初五（1542年初）     | 嘉靖二十一年七月廿七（1542年）原官致仕 | [ 27 ]                           |
| 高擢   | 直隸灤州     | 嘉靖八年（1529年）己丑科進士     | 嘉靖二十一年八月廿一（1542年）       | 嘉靖二十五年三月初八（1546年）         |                                  |
| 胡奎   | 江西峽江縣   | 正德十六年（1521年）辛巳科進士   | 嘉靖二十五年三月廿六（1546年）       | 嘉靖二十八年十一月初十（1549年）       |                                  |
| 郭鋆   | 山西高平縣   | 嘉靖十一年（1532年）壬辰科進士   | 嘉靖二十八年十一月十八（1549年）     | 嘉靖二十九年十二月廿五（1551年初）     |                                  |
| 馬坤   | 直隸通州     | 嘉靖二年（1523年）癸未科進士     | 嘉靖三十年正月初十（1551年）         | 嘉靖三十年六月初九（1551年）           |                                  |
| 盧紳   | 陝西咸甯縣   | 嘉靖二年（1523年）癸未科進士     | 嘉靖三十年六月十五（1551年）         | 嘉靖三十一年七月十二（1552年）         |                                  |
| 馮岳   | 浙江慈谿縣   | 嘉靖五年（1526年）丙戌科進士     | 嘉靖三十一年七月十九（1552年）       | 嘉靖三十二年二月十七（1553年）         |                                  |
| 雷禮   | 江西豐城縣   | 嘉靖十一年（1532年）壬辰科進士   | 嘉靖三十二年二月廿二（1553年）       | 嘉靖三十三年六月初三（1554年）         |                                  |
| 扈永通 | 山東曹縣     | 嘉靖十一年（1532年）壬辰科進士   | 嘉靖三十三年六月初八（1554年）       | 嘉靖三十三年十一月廿七（1554年）降     | [ 27 ]                           |
| 高燿   | 直隸清苑縣   | 嘉靖十四年（1535年）乙未科進士   | 嘉靖三十三年十二月初五（1555年初）   | 嘉靖三十五年二月十八（1556年）         |                                  |
| 汪宗元 | 湖廣崇陽縣   | 嘉靖八年（1529年）己丑科進士     | 嘉靖三十五年二月廿二（1556年）       | 嘉靖三十五年九月十四（1556年）         |                                  |
| 黃懋官 | 福建莆田縣   | 嘉靖十七年（1538年）戊戌科進士   | 嘉靖三十五年九月十八（1556年）       | 嘉靖三十六年六月廿九（1557年）         |                                  |
| 劉養直 | 四川內江縣   | 嘉靖十七年（1538年）戊戌科進士   | 嘉靖三十六年七月初四（1557年）       | 嘉靖三十七年十一月廿六（1558年）       |                                  |
| 劉大實 | 河南確山縣   | 嘉靖十七年（1538年）戊戌科進士   | 嘉靖三十七年十二月初四（1558年）     | 嘉靖三十九年九月廿五（1560年）         |                                  |
| 萬寀   | 江西豐城縣   | 嘉靖二十三年（1544年）甲辰科進士 | 嘉靖三十九年九月廿九（1560年）       | 嘉靖四十年五月廿九（1561年）           |                                  |
| 查秉彝 | 浙江海寧縣   | 嘉靖十七年（1538年）戊戌科進士   | 嘉靖四十年閏五月初三（1561年）       | 嘉靖四十年閏五月十六（1561年）卒       |                                  |
| 呂時中 | 直隸清豐縣   | 嘉靖二十年（1541年）辛丑科進士   | 嘉靖四十年閏五月廿（1561年）         | 嘉靖四十年十一月十七（1561年）         |                                  |
| 王國光 | 山西陽城縣   | 嘉靖二十三年（1544年）甲辰科進士 | 嘉靖四十年十一月廿八（1561年）       | 嘉靖四十二年三月十四（1563年）         |                                  |
| 魏尚純 | 河南鈞州     | 嘉靖十一年（1532年）壬辰科進士   | 嘉靖四十二年四月初八（1563年）       | 嘉靖四十二年十一月初七（1563年）       |                                  |
| 劉畿   | 直隸長洲縣   | 嘉靖二十九年（1550年）庚戌科進士 | 嘉靖四十二年十一月廿九（1563年）     | 嘉靖四十三年七月廿八（1564年）         | 詳傳                             |
| 張玭   | 山西石州     | 嘉靖十四年（1535年）乙未科進士   | 嘉靖四十三年八月初六（1564年）       | 嘉靖四十三年十二月十六（1565年初）     |                                  |
| 徐綱   | 湖廣興國州   | 嘉靖二十三年（1544年）甲辰科進士 | 嘉靖四十三年十二月廿一（1565年初）   | 嘉靖四十五年三月十六（1566年）         |                                  |
| 任士憑 | 山東平原縣   | 嘉靖二十六年（1547年）丁未科進士 | 嘉靖四十五年三月廿二（1566年）       | 嘉靖四十五年十月初四（1566年）         |                                  |
| 李敏   | 山西榆次縣   | 嘉靖二十六年（1547年）丁未科進士 | 嘉靖四十五年十月廿（1566年）         | 隆慶元年正月十八（1567年）             | 由府尹遷                         |
| 陳紹儒 | 廣東南海縣   | 嘉靖十七年（1538年）戊戌科進士   | 隆慶元年二月十一（1567年）           | 隆慶元年十一月廿四（1567年）           |                                  |
| 徐貢元 | 直隸繁昌縣   | 嘉靖二十年（1541年）辛丑科進士   | 隆慶元年十一月廿八（1567年）         | 隆慶二年五月初五（1568年）             |                                  |
| 曹三暘 | 直隸宜興縣   | 嘉靖二十三年（1544年）甲辰科進士 | 隆慶二年五月初九（1568年）           | 隆慶四年五月十七（1570年）             |                                  |
| 栗永祿 | 山東長治縣   | 嘉靖二十三年（1544年）甲辰科進士 | 隆慶四年五月廿一（1570年）           | 隆慶四年八月廿二（1570年）             |                                  |
| 姚一元 | 浙江長興縣   | 嘉靖二十三年（1544年）甲辰科進士 | 隆慶四年九月十二（1570年）           | 隆慶五年二月十二（1571年）             |                                  |
| 郭朝賓 | 山東汶上縣   | 嘉靖十四年（1535年）乙未科進士   | 隆慶五年二月十六（1571年）           | 隆慶五年三月廿一（1571年）             |                                  |
| 徐栻   | 直隸常熟縣   | 嘉靖二十六年（1547年）丁未科進士 | 隆慶五年三月廿九（1571年）           | 隆慶五年五月初六（1571年）             | 推未就                           |
| 曹金   | 河南祥符縣   | 嘉靖二十六年（1547年）丁未科進士 | 隆慶五年五月初八（1571年）           | 隆慶五年十一月初十（1571年）           |                                  |
| 孫一正 | 陝西渭南縣   | 嘉靖三十二年（1553年）癸丑科進士 | 隆慶五年（1571年）十一月十三         | 萬曆元年（1573年）致仕                 |                                  |
| 施篤臣 | 直隸青陽縣   | 嘉靖三十五年（1556年）丙辰科進士 | 萬曆元年五月廿二（1573年）           | 萬曆二年閏十二月十一（1575年初）       |                                  |
| 曹科   | 山西寧鄉縣   | 嘉靖三十二年（1553年）癸丑科進士 | 萬曆二年十五（1575年初）             | 萬曆三年三月廿三（1575年）             | 推未任                           |
| 曾同亨 | 江西吉水縣   | 嘉靖三十八年（1559年）己未科進士 | 萬曆三年三月廿六（1575年）           | 萬曆四年三月初五（1576年）             |                                  |
| 王之垣 | 山東新城縣   | 嘉靖四十一年（1562年）壬戌科進士 | 萬曆四年三月初八（1576年）           | 萬曆五年十二月十八（1577年）           |                                  |
| 金立敬 | 浙江臨海縣   | 嘉靖二十九年（1550年）庚戌科進士 | 萬曆五年十二月年一（1577年）         | 萬曆七年六月初一（1579年）             |                                  |
| 施堯臣 | 直隸青陽縣   | 嘉靖二十九年（1550年）庚戌科進士 | 萬曆七年六月初三（1579年）           | 萬曆九年二月十三（1581年）降           |                                  |
| 朱卿   | 山西長子縣   | 嘉靖三十五年（1556年）丙辰科進士 | 萬曆九年二月廿五（1581年）           | 萬曆九年八月初六（1581年）致仕         | [ 27 ]                           |
| 張國彥 | 直隸邯鄲縣   | 嘉靖四十一年（1562年）壬戌科進士 | 萬曆九年八月初十（1581年）           | 萬曆十一年二月初八（1583年）           |                                  |
| 臧惟一 | 山東諸城縣   | 嘉靖四十四年（1565年）乙丑科進士 | 萬曆十一年二月十一（1583年）         | 萬曆十二年七月初五（1584年）           |                                  |
| 徐元太 | 直隸宣城縣   | 嘉靖四十四年（1565年）乙丑科進士 | 萬曆十二年七月十一（1584年）         | 萬曆十三年七月初六（1585年）           |                                  |
| 沈思孝 | 浙江嘉興縣   | 隆慶二年（1568年）戊辰科進士     | 萬曆十三年七月初六（1585年）         | 萬曆十四年三月初六（1586年）           |                                  |
| 王用汲 | 福建晉江縣   | 隆慶二年（1568年）戊辰科進士     | 萬曆十四年三月十七（1586年）         | 萬曆十五年二月廿六（1587年）           |                                  |
| 周繼   | 山東歷城縣   | 嘉靖四十四年（1565年）乙丑科進士 | 萬曆十五年二月廿七（1587年）         | 萬曆十五年十一月十九（1587年）         |                                  |
| 石應岳 | 福建龍巖縣   | 隆慶五年（1571年）辛未科進士     | 萬曆十五年十一月廿一（1587年）       | 萬曆十七年六月初十（1589年）           |                                  |
| 朱孟震 | 江西新淦縣   | 隆慶二年（1568年）戊辰科進士     | 萬曆十七年六月廿四（1589年）         | 萬曆十八年九月十五（1590年）           |                                  |
| 王體復 | 山西太平縣   | 隆慶二年（1568年）戊辰科進士     | 萬曆十八年九月十六（1590年）         | 萬曆二十年四月初八（1592年）           |                                  |
| 趙世卿 | 山東曆城縣   | 隆慶五年（1571年）辛未科進士     | 萬曆二十年四月（1592年）             | 萬曆二十年七月十二（1592年）           | [ 7 ]                            |
| 謝杰   | 福建長樂縣   | 萬曆二年（1574年）甲戌科進士     | 萬曆二十年七月十四（1592年）         | 萬曆二十一年三月（1593年）             | 詳傳                             |
| 沈應文 | 浙江餘姚縣   | 隆慶二年（1568年）戊辰科進士     | 萬曆二十一年四月廿五（1593年）       | 萬曆二十三年四月十七（1595年）         |                                  |
| 錢藻   | 直隸如皋縣   | 嘉靖三十八年（1559年）己未科進士 | 萬曆二十三年五月初四（1595年）       | 萬曆二十四年（1596年）卒               | [ 7 ]                            |
| 田疇   | 山西文水縣   | 隆慶五年（1571年）辛未科進士     | 萬曆二十四年二月廿二（1596年）       | 萬曆二十六年（1598年）                 | [ 7 ]                            |
| 萬自約 | 山西太原右衛 | 萬曆八年（1580年）庚辰科進士     | 萬曆二十六年四月廿九（1598年）       | 萬曆二十七年七月（1599年）             | [ 7 ]                            |
| 程正誼 | 浙江永康縣   | 隆慶五年（1571年）辛未科進士     | 萬曆二十七年十月初三（1599年）       | 萬曆二十八年（1600年）                 | 附傳                             |
| 孫瑋   | 陝西渭南縣   | 萬曆五年（1577年）丁丑科進士     | 萬曆二十九年正月十九（1601年）       | 萬曆二十九年十月初二（1601年）         | [ 7 ]                            |
| 許弘綱 | 浙江東陽縣   | 萬曆八年（1580年）庚辰科進士     | 萬曆三十年三月廿二（1602年）         | 萬曆三十三年十二月十五（1605年）       | [ 7 ]                            |
| 吳獻臺 | 福建莆田縣   | 萬曆八年（1580年）庚辰科進士     | 萬曆三十四年二月初五（1606年）       | 萬曆三十五年正月十五（1607年）         |                                  |
| 曲遷喬 | 山東長山縣   | 萬曆五年（1577年）丁丑科進士     | 萬曆三十六年閏六月十八（1608年）     | 萬曆三十七年十一月廿（1609年）         | [ 7 ]                            |
| 汪可受 | 湖北黃梅縣   | 萬曆八年（1580年）庚辰科進士     | 萬曆三十八年三月初二（1610年）       | 萬曆三十八年五月十四（1610年）         | [ 7 ]                            |
| 黃吉士 | 河南內黃縣   | 萬曆十七年（1589年）己丑科進士   | 萬曆三十九年                         |                                        | 由府丞署                         |
| 袁奎   | 江西豐城縣   | 萬曆八年（1580年）庚辰科進士     | 萬曆三十九年八月十九（1611年）       | 萬曆四十年十二月廿二（1613年初）       | [ 7 ]                            |
| 王應麟 | 福建龍溪縣   | 萬曆八年（1580年）庚辰科進士     | 萬曆四十一年四月初四（1613年）       | 萬曆四十三年正月三十（1615年）         | [ 7 ]                            |
| 李長庚 | 湖廣麻城縣   | 萬曆二十三年（1595年）乙未科進士 | 萬曆四十三年六月十三（1615年）       | 萬曆四十四年二月十五（1616年）         | 十二月十七日起喬允升短暫署印     |
| 喬允升 | 河南洛陽縣   | 萬曆二十年（1592年）壬辰科進士   | 萬曆四十四年四月廿一（1616年）       | 萬曆四十五年五月初六（1617年）回籍     | 由府丞遷                         |
| 李與善 | 山東長清縣   | 嘉靖四十一年（1562年）壬戌科進士 | 萬曆四十五年五月初六（1617年）署     | 萬曆四十六年（1618年）                 | [ 7 ]                            |
| 王舜鼎 | 浙江會稽縣   | 萬曆二十六年（1598年）戊戌科進士 | 萬曆四十六年四月初八（1618年）       | 萬曆四十八年八月初五（1620年）         | [ 7 ]                            |
| 陳大道 | 湖廣光化縣   | 萬曆十四年（1586年）丙戌科進士   | 萬曆四十八年八月初十（1620年）       | 天啟元年八月廿七（1621年）             | [ 7 ]                            |
| 王惟儉 | 河南祥符縣   | 萬曆二十三年（1595年）乙未科進士 | 萬曆末年                             |                                        |                                  |
| 沈光祚 | 浙江仁和縣   | 萬曆二十三年（1595年）乙未科進士 | 天啟元年九月初九（1621年）           | 天啟三年（1623年）卒                   | [ 7 ]                            |
| 姚士慎 | 浙江平湖縣   | 萬曆三十二年（1604年）甲辰科進士 | 天啟二年（1622年）                   |                                        | [ 7 ]                            |
| 董光宏 | 浙江鄞縣     | 萬曆二十九年（1601年）辛丑科進士 | 天啟三年五月十七（1623年）           | 天啟五年六月初十（1625年）             | [ 7 ]                            |
| 畢懋良 | 直隸歙縣     | 萬曆二十三年（1595年）乙未科進士 | 天啟四年（1624年）                   |                                        |                                  |
| 沈演   | 浙江烏程縣   | 萬曆二十年（1592年）壬辰科進士   | 天啟五年六月十四（1625年）           |                                        | [ 7 ]                            |
| 秦聚奎 | 湖廣漢陽縣   | 萬曆二十九年（1601年）辛丑科進士 | 天啟六年二月廿三（1626年）           | 天啟六年閏六月初九（1626年）閒住       | [ 7 ]                            |
| 李春茂 | 山西陽城縣   | 萬曆三十二年（1604年）甲辰科進士 | 天啟六年閏六月十七（1626年）         | 天啟七年十一月初八（1627年）免         |                                  |
| 詹士龍 | 江西永豐縣   | 萬曆三十五年（1607年）丁未科進士 | 崇禎年）                             |                                        |                                  |
| 劉澤深 | 河南扶溝縣   | 萬曆二十九年（1601年）辛丑科進士 | 天啟七年十二月初五（1627年）         | 崇禎元年十月初九（1628年）             | [ 7 ]                            |
| 劉宗周 | 浙江山陰縣   | 萬曆二十九年（1601年）辛丑科進士 | 崇禎元年十一月初四（1628年）         | 崇禎三年九月十五（1630年）回籍         | 詳傳                             |
| 傅淑訓 | 湖廣孝感縣   | 萬曆三十二年（1604年）甲辰科進士 | 崇禎三年九月廿七（1630年）           | 崇禎五年正月廿四（1632年）             | [ 7 ]                            |
| 劉榮嗣 | 直隸曲周縣   | 萬曆四十四年（1616年）丙辰科進士 | 崇禎五年二月十五（1632年）           | 崇禎五年九月十四（1632年）             | [ 7 ]                            |
| 莊欽鄰 | 福建晉江縣   | 萬曆二十九年（1601年）辛丑科進士 | 崇禎五年十月初六（1632年）           | 崇禎六年（1633年）                     | [ 7 ]                            |
| 蔡奕琛 | 福建晉江縣   | 萬曆四十四年（1616年）丙辰科進士 | 崇禎六年九月（1633年）               | 崇禎七年（1634年）                     | [ 7 ]                            |
| 鍾炌   | 江西分宜縣   | 天啟二年（1622年）壬戌科進士     | 崇禎七年十一月十九（1634年）         | 崇禎九年二月廿二（1636年）             | [ 7 ]                            |
| 李玄   | 陝西同州     | 萬曆四十四年（1616年）丙辰科進士 | 崇禎九年二月廿六（1636年）           | 崇禎十年四月廿二（1637年）             | [ 7 ]                            |
| 李覺斯 | 廣東東莞縣   | 天啟五年（1625年）乙丑科進士     | 崇禎十年四月廿九（1637年）           | 崇禎十一年五月初四（1638年）           | 由府丞遷                         |
| 郭建邦 | 直隸旌德縣   | 天啟二年（1622年）壬戌科進士     | 崇禎十二年四月初一（1639年）         | 崇禎十三年八月初二（1640年）           | [ 7 ]                            |
| 宋師襄 | 陝西耀州     | 萬曆四十四年（1616年）丙辰科進士 | 崇禎十三年九月初一（1640年）         | 崇禎十三年（1640年）                   | [ 7 ]                            |
| 戈允禮 | 雲南保山縣   | 天啟二年（1622年）壬戌科進士     | 崇禎十三年十一月十七（1640年）       | 崇禎十五年（1642年）                   | [ 7 ]                            |
| 周堪賡 | 湖南寧鄉縣   | 天啟五年（1625年）乙丑科進士     | 崇禎十五年四月十三（1642年）         | 崇禎十五年八月廿六（1642年）           | [ 7 ]                            |
| 郝晉   | 山東棲霞縣   | 崇禎元年（1628年）戊辰科進士     | 崇禎十六年三月廿八（1643年）         | 崇禎十六年十二月廿二（1644年初）       | 據《明季北略》                   |
| 王庭梅 | 直隸華亭縣   | 萬曆四十一年（1613年）癸丑科進士 | 崇禎十七年正月十一（1644年）         | 崇禎十七年五月十四（1644年）           | [ 7 ]                            |

## 順朝
| 姓名   | 籍貫       | 出身                             | 上任年（中曆） | 上任年（西曆） | 備註 |
| ------ | ---------- | -------------------------------- | -------------- | -------------- | --- |
| 王則堯 | 山西翼城縣 | 明崇禎十三年（1640年）庚辰科進士 | 永昌元年       | 1644年         | 據《小腆紀年》《小腆紀年》卷第四：山东布政参议翼城王则尧，授伪順天府尹（考曰：「传信录」云：『三月二十二日先授伪职，到任；四月初一日考试生员，题目：「天与之，若大旱之望云霓也」』） |

## 清朝
| 姓名   | 籍貫       | 出身                               | 上任年月                           | 卸任年月                            | 備註                                             |
| ------ | ---------- | ---------------------------------- | ---------------------------------- | ----------------------------------- | ------------------------------------------------ |
| 陳培基 | 遼東       | 选贡                               | 順治元年八月廿五（1644年）         | 順治二年閏六月二十（1645年）        | 遷自山東寧海州知州；遷知州                       |
| 李魯生 | 山東沾化縣 | 萬曆四十一年（1613年）癸丑科進士   | 順治二年七月十三（1645年）         | 順治三年五月廿一（1646年）致仕      | 遷自順天府府丞                                   |
| 王万象 | 山東       | 天啟五年（1625年）乙丑科進士       | 順治三年六月初三（1646年）         | 順治                                | 遷自順天府府丞                                   |
| 王一品 |            |                                    | 順治                               | 順治五年三月初三（1648年）          | 遷吏部侍郎                                       |
| 蔡永年 |            |                                    | 順治五年三月二十（1648年）         | 順治                                | 遷自通政使司副理官                               |
| 閻印   |            |                                    | 順治六年五月初六（1649年）         | 順治十三年四月初十（1656年）致仕    | 遷自通政使司副理事官                             |
| 羅繪錦 |            |                                    | 順治十三年五月初一（1656年）       | 順治十八年九月十九（1661年）        | 遷自通政使司右理事官；遷貴州巡撫                 |
| 王來任 | 漢軍正黃旗 | 天聰八年（1634年）甲戌科舉人       | 順治十八年十月初五（1661年）       | 康熙元年二月廿五（1662年）          | 遷自大理寺少卿；遷鄖陽撫治                       |
| 劉格   |            |                                    | 康熙元年三月初八（1662年）         | 康熙二年十二月十一（1663年）        | 遷自兵部督捕理事官；遷四川巡撫                   |
| 甘文焜 | 漢軍正藍旗 |                                    | 康熙二年十二月廿七（1663年）       | 康熙六年正月十一（1667年）          | 遷自大理寺少卿；遷直隸巡撫                       |
| 李天浴 |            |                                    | 康熙六年正月廿六（1667年）         | 康熙六年七月廿八（1667年）          | 遷自右通政；遷通政使司通政使                     |
| 郭廷祚 |            |                                    | 康熙六年八月初十（1667年）         | 康熙十年十一月初七（1671年）        | 遷自光祿寺卿；遷內閣學士兼禮部侍郎               |
| 紀振疆 |            |                                    | 康熙十年十一月十四（1671年）       | 康熙十二年四月十四（1673年）        | 遷自光祿寺卿；遷內閣學士兼禮部侍郎               |
| 王守才 |            |                                    | 康熙十二年五月初三（1673年）       | 康熙十二年五月十九（1673年）        | 遷自光祿寺卿；遷內閣學士兼禮部侍郎               |
| 馬汝驥 |            |                                    | 康熙十二年六月初四（1673年）       | 康熙十三年正月廿一（1674年）        | 遷自光祿寺卿；遷宗人府府丞                       |
| 魏象樞 | 直隸蔚州   | 順治三年（1646年）丙戌科進士       | 康熙十三年二月初二（1674年）       | 康熙十三年四月二十（1674年）        | 遷自左僉都御史；遷大理寺卿                       |
| 田六善 | 山西陽城縣 | 順治三年（1646年）丙戌科進士       | 康熙十三年五月初二（1674年）       | 康熙十三年十二月初六（1674年）      | 遷自左僉都御史；遷都察院左副都御史               |
| 徐世茂 |            |                                    | 康熙十四年正月初七（1675年）       | 康熙十八年二月三十（1679年）        | 遷自光祿寺卿；遷宗人府府丞                       |
| 耿效忠 |            |                                    | 康熙十八年二月廿八（1679年）       | 康熙                                | 遷自奉天府府尹                                   |
| 宋文運 | 直隸南宮縣 | 順治六年（1649年）己丑科進士       | 康熙十九年五月十五（1680年）       | 康熙二十年三月廿五（1681年）        | 遷自光祿寺卿；遷都察院左副都御史                 |
| 熊一瀟 | 江西南昌縣 | 康熙三年（1664年）甲辰科進士       | 康熙二十年五月廿二（1681年）       | 康熙二十一年五月廿三（1682年）      | 遷自右通政；遷刑部右侍郎                         |
| 張吉午 | 遼東       |                                    | 康熙二十一年六月初七（1682年）     | 康熙二十五年十二月十九（1686年）    | 遷自左僉都御史；遷通政使司通政使                 |
| 錢珏   | 浙江長興縣 | 康熙十六年（1677年）丁巳科舉人     | 康熙二十六年正月廿四（1687年）     | 康熙二十六年二月初七（1687年）      | 遷自左僉都御史；遷山東巡撫                       |
| 楊素蘊 | 陝西宜君縣 | 順治九年（1652年）壬辰科進士       | 康熙二十六年二月十四（1687年）     | 康熙二十六年六月初五（1687年）      | 遷自奉天府府丞；遷安徽巡撫                       |
| 徐誥武 | 江蘇金壇縣 | 順治十八年（1661年）辛丑科進士     | 康熙二十六年六月十一（1687年）     | 康熙二十六年十一月初五（1687年）    | 遷自左僉都御史；遷都察院左副都御史               |
| 衛執蒲 | 陝西韓城縣 | 順治十八年（1661年）辛丑科進士     | 康熙二十六年十一月初十（1687年）   | 康熙二十七年四月二十（1688年）      | 遷自左僉都御史；遷通政使司通政使                 |
| 閻興邦 | 直隸宣化縣 | 康熙二年（1663年）癸卯科舉人       | 康熙二十七年五月初七（1688年）     | 康熙二十七年六月初六（1688年）      | 遷自光祿寺卿；遷河南巡撫                         |
| 李逈   |            |                                    | 康熙二十七年六月十三（1688年）     | 康熙二十七年十二月十六（1688年）    | 遷自左僉都御史；遷通政使司通政使                 |
| 許三禮 | 河南安陽縣 | 順治十八年（1661年）辛丑科進士     | 康熙二十七年十二月廿三（1688年）   | 康熙二十八年四月廿六（1689年）      | 遷自大理寺少卿；遷都察院左副都御史               |
| 黃斐   |            | 康熙九年（1670年）庚戌科進士       | 康熙二十八年五月初十（1689年）     | 康熙二十八年十二月十六（1689年）    | 遷自左通政；遷通政使司通政使                     |
| 王梁   |            |                                    | 康熙二十九年正月廿七（1690年）     | 康熙三十年正月二十（1691年）        | 遷自江西布政使；遷偏沅巡撫                       |
| 衛既齊 | 山西猗氏縣 | 康熙三年（1664年）甲辰科進士       | 康熙三十年二月初四（1691年）       | 康熙三十年七月十六（1691年）        | 遷自山東布政使；遷都察院左副都御史               |
| 陳肇昌 | 湖北黃岡縣 | 順治十五年（1658年）戊戌科進士     | 康熙三十年閏七月初八（1691年）     | 康熙三十年（1691年）                | 遷自左僉都御史                                   |
| 劉元慧 | 直隸真定縣 | 順治十八年（1661年）辛丑科進士     | 康熙三十年九月十四（1691年）       | 康熙三十四年六月廿二（1695年）      | 遷自左僉都御史；遷宗人府府丞                     |
| 蕭永藻 | 漢軍鑲白旗 | 蔭生                               | 康熙三十四年七月廿二（1695年）     | 康熙三十五年十二月十六（1696年）    | 遷自內閣侍讀學士；遷廣東巡撫                     |
| 常翼聖 | 河南鄢陵縣 | 康熙三年（1664年）甲辰科進士       | 康熙三十六年二月初三（1697年）     | 康熙三十九年二月十九（1700年）      | 遷自左僉都御史；遷大理寺卿                       |
| 甘國樞 | 奉天       |                                    | 康熙三十九年三月初七（1700年）     | 康熙三十九年六月廿九（1700年）      | 遷自右通政；遷都察院左副都御史                   |
| 錢晉錫 | 江蘇太倉縣 | 選貢                               | 康熙三十九年七月廿三（1700年）     | 康熙                                | 遷自太僕寺卿                                     |
| 汪晉徵 | 安徽休寧縣 | 康熙十八年（1679年）己未科進士     | 康熙四十三年十月初四（1704年）     | 康熙四十四年五月十四（1705年）      | 遷自光祿寺卿；遷都察院左副都御史                 |
| 祖允圖 | 奉天       | 蔭生                               | 康熙四十四年五月廿一（1705年）     | 康熙四十五年三月初九（1706年）      | 遷自太僕寺卿；遷宗人府府丞                       |
| 施世綸 | 福建晉江縣 | 蔭生                               | 康熙四十五年三月十四（1706年）     | 康熙四十八年十二月二十（1709年）    | 遷自太僕寺卿；遷都察院左副都御史                 |
| 屠沂   | 湖北孝感縣 | 康熙三十三年（1694年）甲戌科進士   | 康熙四十九年十月廿一（1710年）     | 康熙五十二年十二月廿一（1713年）    | 遷自左僉都御史                                   |
| 王懿   | 山東膠州   | 康熙二十七年（1688年）戊辰科進士   | 康熙五十二年十二月廿一（1713年）   | 康熙五十五年二月十一（1716年）      | 遷自大理寺少卿；遷大理寺卿                       |
| 余正健 | 福建古田縣 | 康熙三十六年（1697年）丁丑科進士   | 康熙五十五年二月十一（1716年）     | 康熙五十五年十月初六（1716年）      | 遷自提督江南學政、國子監祭酒；遷都察院左副都御史 |
| 俞化鵬 | 安徽壽州   | 康熙三十年（1691年）辛未科進士     | 康熙五十六年三月十一（1717年）     | 康熙六十一年十一月十六（1722年）免  | 遷自左僉都御史                                   |
| 陳守創 | 江西高安縣 | 康熙三十三年（1694年）甲戌科進士   | 康熙六十一年十一月十六（1722年）   | 雍正元年二月十三（1723年）          | 遷自工科給事中；遷總督倉場侍郎                   |
| 張令璜 | 山東陽谷縣 | 康熙四十八年（1709年）己丑科進士   | 雍正二年三月初五（1724年）         | 雍正三年三月廿五（1725年）          | 遷自順天府府丞；遷大理寺卿                       |
| 劉於義 | 江蘇武進縣 | 康熙五十一年（1712年）壬辰科進士   | 雍正四年六月初六（1726年）         | 雍正五年六月廿八（1727年）          | 遷自翰林院侍講學士、山西學政；遷倉場侍郎         |
| 申大成 | 陝西涇陽縣 | 貢生                               | 雍正五年六月廿八（1727年）         | 雍正五年七月廿六（1727年）          | 以左僉都御史暂行署理                             |
| 申大成 | 陝西涇陽縣 | 貢生                               | 雍正五年七月廿六（1727年）         | 雍正五年八月初六（1727年）          | 遷自左僉都御史；遷工部侍郎                       |
| 孫嘉淦 | 山西興縣   | 康熙五十二年（1713年）癸巳恩科進士 | 雍正六年正月十六（1728年）         | 雍正六年六月初八（1728年）          | 以國子監祭酒署                                   |
| 謝王寵 | 甘肅靈州   | 康熙四十五年（1706年）丙戌科進士   | 雍正六年六月初八（1728年）         | 雍正六年九月廿七（1728年）          | 遷自署國子監祭酒；遷都察院左副都御史             |
| 孫嘉淦 | 山西興縣   | 康熙五十二年（1713年）癸巳恩科進士 | 雍正七年九月廿五（1729年）         | 雍正八年六月廿六（1730年）          | 遷工部左侍郎                                     |
| 焦祈年 | 山東章丘縣 | 雍正元年（1723年）癸卯恩科進士     | 雍正十年十二月十四（1732年）       | 雍正十一年四月初四（1733年）        | 遷自廣東觀風整俗使、光祿寺卿；遷奉天府府尹       |
| 陳世倕 | 浙江海鹽縣 | 康熙四十八年（1709年）己丑科進士   | 雍正十一年十二月十九（1733年）     | 雍正十二年十一月十七（1734年）      | 遷自河南按察使；遷都察院左副都御史               |
| 蔣漣   | 江蘇常熟縣 | 康熙四十八年（1709年）己丑科進士   | 雍正十三年十月十四（1735年）       | 雍正十三年十二月初四（1735年）      | 遷自通政使司右通政使；遷太僕寺卿                 |
| 陳守創 | 江西高安縣 | 康熙三十三年（1694年）甲戌科進士   | 乾隆元年正月初四（1736年）         | 乾隆五年七月初六（1740年）          | 遷都察院左副都御史                               |
| 張鳴鈞 | 浙江烏程縣 | 康熙五十四年（1715年）乙未科進士   | 乾隆五年七月十三（1740年）         | 乾隆五年十二月十一（1740年）革      | 遷自右通政                                       |
| 蔣炳   | 江蘇陽湖縣 | 雍正四年（1726年）丙午科舉人       | 乾隆五年十二月十一（1740年）       | 乾隆十三年十二月初七（1748年）      | 遷自右通政使；遷兵部侍郎                         |
| 胡寶瑔 | 安徽歙縣   | 雍正元年（1723年）癸卯科舉人       | 乾隆十三年十二月初七（1748年）     | 乾隆十五年四月初十（1750年）        | 遷宗人府府丞                                     |
| 顧汝修 | 四川華陽縣 | 乾隆七年（1742年）壬戌科進士       | 乾隆十五年五月十二（1750年）       | 乾隆十六年九月初四（1751年）革      | 遷自翰林院侍讀學士                               |
| 羅源漢 | 湖南長沙縣 | 雍正十一年（1733年）癸丑科進士     | 乾隆十六年九月初四（1751年）       | 乾隆十七年四月初五（1752年）        | 遷大理寺卿                                       |
| 陳兆崙 | 浙江錢塘縣 | 雍正八年（1730年）庚戌科進士       | 乾隆十九年十一月初七（1754年）     | 乾隆二十一年十二月初一（1756年）    | 遷自太仆寺卿；遷太常寺卿                         |
| 熊學鵬 | 江西南昌縣 | 雍正八年（1730年）庚戌科進士       | 乾隆二十一年十二月初一（1756年）   | 乾隆二十四年五月十八（1759年）      | 遷自太常寺卿                                     |
| 程盛修 | 山東泰州   | 雍正八年（1730年）庚戌科進士       | 乾隆二十四年五月十八（1759年）     | 乾隆二十五年十月廿三（1760年）致仕  | 遷自光禄寺卿                                     |
| 羅源漢 | 湖南長沙縣 | 雍正十一年（1733年）癸丑科進士     | 乾隆二十五年十月廿五（1760年）     | 乾隆二十八年十二月十七（1763年）    | 遷自仓场侍郎；遷左副都御史                       |
| 竇光鼐 | 山東諸城縣 | 乾隆七年（1742年）壬戌科進士       | 乾隆二十九年正月初七（1764年）     | 乾隆三十二年（1767年）丁憂          | 遷自候补三品京堂                                 |
| 蔣元益 | 江蘇長洲縣 | 乾隆十年（1745年）乙丑科進士       | 乾隆三十二年七月十四（1767年）     | 乾隆三十三年九月初五（1768年）      | 遷自通政司副使；遷左副都御史                     |
| 葛峻起 | 河南虞城縣 | 雍正十一年（1733年）癸丑科進士     | 乾隆三十三年十月初二（1768年）     | 乾隆三十四年正月初九（1769年）      | 遷自通政司副使；遷太仆寺卿                       |
| 欧阳瑾 | 江西分宜縣 | 雍正十一年（1733年）癸丑科進士     | 乾隆三十四年正月初九（1769年）     | 乾隆三十五年三月初六（1770年）      | 遷自太仆寺卿；遷仓场侍郎                         |
| 竇光鼐 | 山東諸城縣 | 乾隆七年（1742年）壬戌科進士       | 乾隆三十五年三月初六（1770年）復任 | 乾隆三十五年閏五月廿七（1770年）降  |                                                  |
| 裘曰修 | 江西新建縣 | 乾隆四年（1739年）己未科進士       | 乾隆三十五年閏五月廿七（1770年）   | 乾隆三十五年十二月初四（1770年）    | 遷工部侍郎                                       |
| 吉梦熊 | 江蘇丹陽縣 | 乾隆十七年（1752年）壬申恩科進士   | 乾隆三十五年十二月初七（1770年）   | 乾隆三十八年六月初三（1773年）革    |                                                  |
| 刘纯炜 | 山東諸城縣 | 雍正八年（1730年）庚戌科進士       | 乾隆三十八年六月十六（1773年）     | 乾隆四十二年十月初二（1777年）      | 遷自太仆寺卿                                     |
| 吴绶诏 | 安徽歙縣   | 乾隆十三年（1748年）戊辰科進士     | 乾隆四十二年十月初二（1777年）     | 乾隆四十五年五月廿六（1780年）      | 遷自光禄寺卿；遷通政使                           |
| 虞鸣球 | 江蘇金匱縣 | 乾隆十三年（1748年）戊辰科進士     | 乾隆四十五年六月初七（1780年）     | 乾隆                                | 遷自光禄寺卿                                     |
| 吳省欽 | 江蘇南匯縣 | 乾隆二十八年（1763年）癸未科進士   | 乾隆五十年十一月十四（1785年）     | 乾隆五十六年正月廿三（1791年）      | 遷自光禄寺卿；遷礼部右侍郎                       |
| 汪承霈 | 安徽休寧縣 | 蔭生                               | 乾隆五十六年二月初八（1791年）     | 乾隆五十六年十一月初九（1791年）    | 遷自署通政使；遷左副都御史                       |
| 莫瞻菉 | 河南盧氏縣 | 乾隆三十七年（1772年）壬辰科進士   | 乾隆五十六年十一月十五（1791年）   | 嘉庆四年四月十二（1799年）          | 遷自通政司副使；遷內閣學士                       |
| 閻泰和 | 山西平遙縣 | 乾隆三十七年（1772年）壬辰科進士   | 嘉庆四年四月廿四（1799年）         | 嘉庆九年六月初七（1804年）免        | 遷自太僕寺卿                                     |
| 章煦   | 浙江錢塘縣 | 乾隆三十七年（1772年）壬辰科進士   | 嘉庆九年六月初七（1804年）         | 嘉庆九年六月十一（1804年）          | 以太僕寺卿署                                     |
| 章煦   | 浙江錢塘縣 | 乾隆三十七年（1772年）壬辰科進士   | 嘉庆九年六月十一（1804年）         | 嘉庆十年七月初二（1805年）          | 遷自太僕寺卿；遷湖北布政使                       |
| 嵇承志 | 江蘇無錫縣 | 舉人                               | 嘉庆十年七月初三（1805年）         | 嘉庆                                | 遷自大理寺少卿                                   |
| 秦瀛   | 江蘇無錫縣 | 乾隆三十九年（1774年）甲午科舉人   | 嘉庆十一年四月初六（1806年）       | 嘉庆十二年正月初四（1807年）        | 遷自太常寺卿；遷刑部右侍郎                       |
| 宋鎔   | 江蘇元和縣 | 乾隆三十七年（1772年）壬辰科進士   | 嘉庆十二年正月初四（1807年）       | 嘉庆十五年五月初十（1810年）        | 遷自太僕寺少卿；遷兵部右侍郎                     |
| 李鋐   | 山東壽光縣 | 舉人                               | 嘉庆十五年五月十一（1810年）       | 嘉庆十五年十一月十一（1810年）      | 遷自候补三品京堂                                 |
| 初彭齡 | 山東萊陽縣 | 乾隆四十五年（1780年）庚子恩科進士 | 嘉庆十五年十一月十一（1810年）     | 嘉庆十六年七月初七（1811年）        | 遷自鴻臚寺卿；遷工部右侍郎                       |
| 帥承瀛 | 湖北黃梅縣 | 嘉慶元年（1796年）丙辰科進士       | 嘉庆十六年五月廿四（1811年）       | 嘉庆十六年七月十四（1811年）        | 以都察院左副都御史、禮部右侍郎署                 |
| 李鈞簡 | 湖北黃岡縣 | 乾隆五十四年（1789年）己酉科進士   | 嘉庆十六年七月十四（1811年）       | 嘉庆十八年八月初四（1813年）免      | 遷自翰林院侍讀                                   |
| 費錫章 | 浙江歸安縣 | 乾隆四十九年（1784年）甲辰科舉人   | 嘉庆十八年八月初四（1813年）       | 嘉庆二十年三月初一（1815年）革      |                                                  |
| 汪如淵 | 浙江桐鄉縣 | 嘉慶四年（1799年）己未科進士       | 嘉庆二十二年三月廿八（1817年）     | 嘉庆二十五年十一月十六（1820年）    | 遷自山西按察使；遷廣東布政使                     |
| 申启贤 | 河南延津縣 | 嘉慶七年（1802年）壬戌科進士       | 嘉庆二十五年十一月十七（1820年）   | 道光五年三月十七（1825年）          | 遷自通政使司副使；遷倉場侍郎                     |
| 朱為弼 | 浙江平湖縣 | 嘉慶十年（1805年）乙丑科進士       | 道光五年三月十七（1825年）         | 道光                                | 遷自順天府府丞                                   |
| 何淩漢 | 湖南道州   | 嘉慶十年（1805年）乙丑科進士       | 道光六年二月十六（1826年）         | 道光十年八月廿六（1830年）          | 遷自通政使司副使；遷大理寺卿                     |
| 徐鏞   | 安徽桐城縣 | 嘉慶十四年（1809年）己巳恩科進士   | 道光十年八月廿六（1830年）         | 道光十三年正月廿七（1833年）        | 遷自贵州按察使；遷大理寺卿                       |
| 徐鏞   | 安徽桐城縣 | 嘉慶十四年（1809年）己巳恩科進士   | 道光十三年正月廿八（1833年）       | 道光十三年二月初一（1833年）        | 以大理寺卿署                                     |
| 吳傑   | 浙江會稽縣 | 嘉慶十九年（1814年）甲戌科進士     | 道光十三年二月初一（1833年）       | 道光十四年十二月初十（1834年）      | 遷自贵州按察使；遷內閣學士                       |
| 牛鑑   | 甘肅武威縣 | 嘉慶十九年（1814年）甲戌科進士     | 道光十四年十二月初十（1834年）     | 道光十五年二月初十（1835年）        | 遷自山东按察使；遷陕西布政使                     |
| 蔡世松 | 江蘇上元縣 | 嘉慶十六年（1811年）辛未科進士     | 道光十五年二月初十（1835年）       | 道光十五年九月廿四（1835年）降      | 遷自安徽按察使                                   |
| 田嵩年 | 山西盂縣   | 嘉慶二十五年（1820年）庚辰科進士   | 道光十五年九月廿五（1835年）       | 道光                                | 遷自奉天府府丞                                   |
| 曾望颜 | 廣東香山縣 | 道光二年（1822年）壬午恩科進士     | 道光十六年正月十七（1836年）       | 道光二十年十二月十三（1840年）      | 遷自太常寺少卿；遷福建布政使                     |
| 徐广缙 | 河南鹿邑縣 | 嘉慶二十五年（1820年）庚辰科進士   | 道光二十年十二月十四（1840年）     | 道光二十一年十二月十一（1841年）    | 遷自福建按察使；遷四川布政使                     |
| 李僡   | 陝西華陰縣 | 道光二年（1822年）壬午恩科進士     | 道光二十一年十二月十一（1841年）   | 道光二十六年九月廿六（1846年）      | 遷自直隶按察使；遷江苏布政使                     |
| 李廷棨 | 山東章丘縣 | 道光九年（1829年）己丑科進士       | 道光二十六年九月廿六（1846年）     | 道光二十六年十月廿六（1846年）降    | 遷自直隶霸昌道道员；遷道员                       |
| 汪本铨 | 江蘇陽湖縣 | 道光九年（1829年）己丑科進士       | 道光二十六年十月廿六（1846年）     | 道光二十八年十二月十一（1848年）    | 遷自光禄寺卿；遷宗人府府丞                       |
| 陆应谷 | 雲南蒙自縣 | 道光十二年（1833）壬辰恩科進士     | 道光二十八年十二月十一（1848年）   | 道光三十年十二月廿二（1850年）      | 遷自山西冀宁道道员；遷江西巡抚                   |
| 邹鸣鹤 | 江蘇無錫縣 | 道光二年（1822年）壬午恩科進士     | 道光三十年十二月廿二（1850年）     | 咸豐元年三月十一（1851年）          | 遷自江南督粮道道员；遷广西巡抚                   |
| 宗元醇 |            |                                    | 咸豐元年三月十一（1851年）         | 咸豐三年十二月廿六（1853年）革      | 遷自广东高廉道道员                               |
| 杨霈   |            | 道光九年（1829年）己丑科進士       | 咸豐三年十二月廿六（1853年）       | 咸豐四年六月十六（1854年）          | 遷自直隶布政使；遷湖北巡抚                       |
| 谭廷襄 | 浙江山陰縣 | 道光十三年（1833年）癸巳科進士     | 咸豐四年六月十六（1854年）         | 咸豐五年五月廿九（1855年）          | 遷自山东按察使；遷刑部左侍郎                     |
| 张起鹓 | 甘肅古浪縣 |                                    | 咸豐五年五月廿九（1855年）         | 咸豐五年六月初一（1855年）因病解    | 遷自直隶天津道道员                               |
| 蒋琦龄 | 廣西全州   | 道光二十年（1840）庚子恩科進士     | 咸豐五年六月初一（1855年）         | 咸豐六年（1856年）                  | 遷自四川盐茶道道员                               |
| 曾望颜 | 廣東香山縣 | 道光二年（1822年）壬午恩科進士     | 咸豐六年七月十三（1856年）         | 咸豐六年十二月廿六（1856年）        | 遷自通政使司参议；遷陕西巡抚                     |
| 梁同新 | 廣東番禺縣 | 道光十六年（1836年）丙申恩科進士   | 咸豐七年十二月十三（1857年）       | 咸豐八年八月初七（1858年）革        | 遷自通政使司副使                                 |
| 吴鼎昌 | 江蘇上元縣 | 道光二十一年（1841年）辛丑恩科進士 | 咸豐八年八月初七（1858年）         | 咸豐八年（1858年）                  | 遷自太常寺卿                                     |
| 董醇   | 江蘇甘泉縣 | 道光二十年（1840年）庚子恩科進士   | 咸豐八年十月廿一（1858年）         | 咸豐十一年十月初八（1861年）        | 遷自直隶清河道道员；遷户部右侍郎                 |
| 毛昶熙 | 河南武陟縣 | 道光二十五年（1845年）乙巳恩科進士 | 咸豐十一年十月（1861年）           | 咸豐十一年十一月二十（1861年）      | 遷太仆寺卿                                       |
| 石赞清 | 貴州黃平縣 | 道光十八年（1838年）戊戌科進士     | 咸豐十一年十一月二十（1861年）     | 同治元年九月十九（1862年）          | 遷自直隶天津府知府；遷直隶布政使                 |
| 林寿图 | 福建閩縣   | 道光二十五年（1845年）乙巳恩科進士 | 同治元年九月十九（1862年）         | 同治二年九月廿六（1863年）          | 遷自順天府府丞；遷陕西布政使                     |
| 卞宝第 | 江蘇儀征縣 | 咸豐元年（1851年）辛亥恩科舉人     | 同治二年九月廿六（1863年）         | 同治五年八月十七（1866年）          | 遷自順天府府丞；遷河南布政使                     |
| 胡肇智 | 安徽績溪縣 | 拔貢                               | 同治五年八月十七（1866年）         | 同治六年三月初四（1867年）          | 遷自陕西按察使；遷宗人府府丞                     |
| 王榕吉 | 山東長山縣 | 道光二十四年（1844年）甲辰科進士   | 同治六年十月十五（1867年）         | 同治九年七月十八（1870年）          | 遷自山西布政使；遷大理寺卿                       |
| 梁肇煌 | 廣東番禺縣 | 咸豐三年（1853年）癸丑科進士       | 同治九年七月十九（1870年）         | 同治十二年四月十五（1873年）开缺    | 遷自詹事府詹事                                   |
| 彭祖贤 | 江蘇長洲縣 | 咸豐五年（1855年）乙卯科舉人       | 同治十二年四月十五（1873年）       | 同治                                | 遷自太仆寺少卿                                   |
| 杨庆麟 | 江蘇吳江縣 | 道光三十年（1850年）庚戌科進士     | 同治十三年六月十八（1874年）       | 光緒元年八月廿三（1875年）          | 遷自翰林院侍读学士；遷广东布政使                 |
| 吴赞诚 | 安徽廬江縣 | 拔貢                               | 光緒元年八月廿三（1875年）         | 光緒二年三月初七（1876年）開缺      | 遷自直隶天津道道員                               |
| 张澐卿 | 雲南太和縣 | 咸豐二年（1852年）壬子恩科進士     | 光緒二年三月初八（1876年）         | 光緒三年十二月初二（1877年）        | 遷自順天府府丞；遷宗人府府丞                     |
| 彭祖贤 | 江蘇長洲縣 | 咸豐五年（1855年）乙卯科舉人       | 光緒三年十二月初三（1877年）復任   | 光緒四年七月廿三（1878年）          | 遷江西布政使                                     |
| 周家楣 | 江蘇宜興縣 | 咸豐九年（1859年）己未科進士       | 光緒四年七月廿三（1878年）         | 光緒五年（1879年）                  | 遷自大理寺少卿                                   |
| 梁肇煌 | 廣東番禺縣 | 咸豐三年（1853年）癸丑科進士       | 光緒五年五月廿二（1879年）復任     | 光緒五年十一月十五（1879年）        | 遷福建布政使                                     |
| 李朝仪 | 貴州貴築縣 | 道光二十五年（1845年）乙巳恩科進士 | 光緒五年十一月十五（1879年）       | 光緒七年（1881年）病故              | 遷自山东监运使                                   |
| 游百川 | 山東濱州   | 同治元年（1862年）壬戌科進士       | 光緒七年四月初八（1881年）         | 光緒八年正月廿四（1882年）          | 遷自四川按察使；遷仓场侍郎                       |
| 周家楣 | 江蘇宜興縣 | 咸豐九年（1859年）己未科進士       | 光緒八年正月廿四（1882年）         | 光緒十年十一月初一（1884年）        | 遷自署都察院左副都御史；遷通政使司通政使         |
| 沈秉成 | 浙江歸安縣 | 咸豐六年（1856年）丙辰科進士       | 光緒十年十一月初二（1884年）       | 光緒                                | 遷自四川按察使                                   |
| 薛福辰 |            |                                    | 光緒                               | 光緒十二年十二月十四（1886年）      | 遷宗人府府丞                                     |
| 高万鹏 | 陝西城固縣 | 同治七年（1868年）戊辰科進士       | 光緒十二年十二月十五（1886年）     | 光緒十五年五月初九（1889年）        | 遷自安徽凤颍六泗道道員；遷湖南布政使             |
| 陈彝   | 江蘇儀征縣 | 同治元年（1862年）壬戌科進士       | 光緒十五年五月初九（1889年）       | 光緒十六年十二月十八（1890年）      | 遷自开缺安徽巡抚；遷宗人府府丞                   |
| 胡聘之 | 湖北天門縣 | 同治七年（1868年）戊辰科進士       | 光緒十六年十二月二十（1890年）     | 光緒十七年十月初七（1891年）        | 遷自太仆寺少卿；遷山西布政使                     |
| 孙楫   | 山東濟寧州 | 咸豐二年（1852年）壬子恩科進士     | 光緒十七年十月初七（1891年）       | 光緒二十年正月十四（1894年）開缺    | 遷自湖南按察使                                   |
| 陈彝   | 江蘇儀征縣 | 同治元年（1862年）壬戌科進士       | 光緒二十年正月十四（1894年）復任   | 光緒二十一年十一月廿一（1895年）    | 遷内阁学士兼礼部侍郎衔                           |
| 胡燏棻 | 安徽泗州   | 同治十三年（1874年）甲戌科進士     | 光緒二十一年十一月廿五（1895年）   | 光緒二十四年九月廿六（1898年）开缺  | 遷自广西按察使                                   |
| 陈兆文 | 湖南桂陽縣 | 光緒二年（1876年）丙子恩科進士     | 光緒二十四年九月廿七（1898年）     | 光緒二十四年十月初八（1898年）      | 遷自翰林院侍读学士；遷奉天府府丞兼学政           |
| 何乃莹 | 山西靈石縣 | 光緒六年（1880年）庚辰科進士       | 光緒二十四年十月初八（1898年）     | 光緒二十六年五月初八（1900年）      | 遷自奉天府府丞；遷都察院左副都御史               |
| 王培佑 | 山東平度州 | 光緒九年（1883年）癸未科進士       | 光緒二十六年五月初九（1900年）     | 光緒二十六年閏八月初三（1900年）    | 遷自鸿胪寺卿；遷太常寺卿                         |
| 陈夔龙 | 貴州貴築縣 | 光緒十二年（1886年）丙戌科進士     | 光緒二十六年閏八月初三（1900年）   | 光緒二十七年三月十七（1901年）      | 遷自順天府府丞；遷河南布政使                     |
| 张仁黼 | 河南固始縣 | 光緒二年（1876年）丙子恩科進士     | 光緒二十七年三月十七（1901年）     | 光緒二十七年七月十九（1901年）      | 遷自鸿胪寺卿；遷都察院左副都御史                 |
| 陈璧   | 福建侯官縣 | 光緒三年（1877年）丁丑科進士       | 光緒二十七年七月十九（1901年）     | 光緒二十九年七月十八（1903年）      | 遷自太仆寺少卿                                   |
| 沈瑜庆 | 福建侯官縣 | 光緒十一年（1885年）乙酉科舉人     | 光緒二十九年七月十八（1903年）     | 光緒三十一年二月初一（1905年）      | 遷自湖南按察使；遷山西按察使                     |
| 李希杰 |            |                                    | 光緒三十一年二月初一（1905年）     | 光緒三十二年正月廿六（1906年）开缺  | 遷自浙江按察使                                   |
| 袁树勋 | 湖南湘潭縣 |                                    | 光緒三十二年正月廿七（1906年）     | 光緒三十四年正月廿五（1908年）      | 遷自江苏按察使；遷民政部左侍郎                   |
| 淩福彭 | 廣東番禺縣 | 光緒二十一年（1895年）乙未科進士   | 光緒三十四年正月廿五（1908年）     | 宣統元年十二月二十（1909年）        | 遷自长芦盐运使；遷直隶布政使                     |
| 王乃徵 | 四川中江縣 | 光緒十六年（1890年）庚寅恩科進士   | 宣統元年十二月二十（1909年）       | 宣統二年五月初七（1910年）          | 遷自直隶按察使；遷湖北布政使                     |
| 丁乃扬 | 浙江歸安縣 |                                    | 宣統二年五月初七（1910年）         | 宣統三年十二月廿五（1912年2月12日） | 遷自开缺广东盐运使                               |

## 中華民國
| 姓名   | 籍貫       | 出身 | 上任年月       | 卸任年月                | 備註                       |
| ------ | ---------- | ---- | -------------- | ----------------------- | -------------------------- |
| 丁乃揚 | 浙江歸安縣 |      | 1912年2月12日  | 1912年12月24日          | 遷大總統顧問               |
| 張廣建 | 安徽合肥縣 |      | 1912年12月24日 | 1913年9月19日           | 遷自山東都督；遷陝甘籌邊使 |
| 王治馨 | 山東萊陽縣 |      | 1913年10月16日 | 1914年3月23日           | 以内务次长兼任             |
| 沈金鑒 | 浙江吳興縣 |      | 1914年3月23日  | 1914年10月3日改為京兆尹 | 遷自京师地方行政讲习所所长 |